# Watch Dogs (loạt game)
Watch Dogs (được cách điệu thành WATCH_DOGS) là một thương hiệu trò chơi điện tử hành động phiêu lưu được phát hành bởi Ubisoft và chủ yếu được phát triển bởi hai studio Montreal and Toronto của hãng bằng cách sử dụng công cụ đồ họa trò chơi Disrupt. Tựa game đầu tiên cùng tên của loạt game này được phát hành vào năm 2014 và tổng cộng có 3 trò chơi. Trò chơi được phát hành gần đây nhất là Watch Dogs: Legion được ra mắt năm 2020. Ngoài ra, một số cuốn sách và mini-series truyện tranh liên quan đến vũ trụ của các trò chơi cũng đã được xuất bản.
Lối chơi của loạt game Watch Dogs tập trung vào một  thế giới mở nơi người chơi có thể hoàn thành các nhiệm vụ để tiến triển câu chuyện chính, cũng như tham gia vào các nhiệm vụ phụ khác nhau. Lối chơi cốt lõi bao gồm các phân đoạn lái xe, bắn súng, ẩn nấp và kèm theo một số yếu tố nhập vai giải đố xuất hiện ở một số thời điểm. Các tựa game thuộc sê-ri Watch Dogs phiên bản hư cấu của các thành phố thực tế, vào những thời điểm khác nhau, và theo chân các nhân vật chính là những hacker khác nhau. Mặc dù mỗi nhân vật có mục tiêu riêng cần đạt được, họ đều bị cuốn vào thế giới tội phạm ngầm của thành phố mà họ sống. Đối thủ thường là các công ty tham nhũng, ông trùm tội phạm và các hacker đối địch, những kẻ lợi dụng hệ thống ctOS (central Operating System), một mạng lưới máy tính giả tưởng kết nối mọi thiết bị điện tử trong thành phố thành một hệ thống duy nhất và lưu trữ thông tin cá nhân của hầu hết công dân. Người chơi cũng có quyền truy cập vào ctOS, có thể sử dụng nó để điều khiển nhiều thiết bị khác nhau nhằm hỗ trợ họ trong chiến đấu, ẩn nấp hoặc giải đố.
Các trò chơi đã nhận được đánh giá tích cực về các yếu tố lối chơi, cấu trúc nhiệm vụ và thiết kế thế giới, nhưng cũng bị chỉ trích vì các vấn đề kỹ thuật thường xuyên xảy ra. Cốt truyện và nhân vật nhận được phản ứng trái chiều. Dòng game này đã đạt được thành công về mặt tài chính, với doanh số bán hàng của hai trò chơi đầu tiên vượt qua 20 triệu bản trên toàn thế giới.

## Các trò chơi
| 2014 | Watch Dogs Watch Dogs: Bad Blood |
| 2015 |                                  |
| 2016 | Watch Dogs 2                     |
| 2017 |                                  |
| 2018 |                                  |
| 2019 |                                  |
| 2020 | Watch Dogs: Legion               |
| 2021 | Watch Dogs: Legion - Bloodline   |

### Watch Dogs(2014)
Được đặt trong phiên bản hư cấu của khu vực đô thị Chicago vào năm 2013, phần đầu tiên của series theo chân Aiden Pearce, một hacker "mũ xám" và là người hành động theo kiểu anh hùng tự phát, trong hành trình tìm kiếm sự trả thù sau cái chết của cháu gái mình. Quá trình phát triển trò chơi bắt đầu từ năm 2009 với ngân sách 68 triệu USD. Watch Dogs được phát triển từ ý tưởng về phần tiếp theo tiềm năng của dòng game Driver, vốn đang được phát triển tại Ubisoft Montreal cùng thời điểm với Driver: San Francisco tại Ubisoft Reflections và được phát hành vào năm 2011. Tuy nhiên, Driver: San Francisco không đạt thành công thương mại mạnh mẽ, dẫn đến việc dự án Driver tại Montreal được tái phát triển thành một trò chơi tập trung vào hack nhưng vẫn giữ lại các yếu tố lái xe. Ubisoft Montreal là nhà phát triển chính của Watch Dogs , với sự hỗ trợ bổ sung từ Ubisoft Reflections, Ubisoft Paris, Ubisoft Quebec và Ubisoft Bucharest. Trò chơi đã được mong đợi rất nhiều sau khi đoạn gameplay được tiết lộ tại E3 2012, nhưng sản phẩm bán ra, thứ đã bị cáo buộc hạ cấp đồ họa trước đó, đã gây ra tranh cãi. Trò chơi được phát hành cho Windows, PlayStation 3, PlayStation 4, Xbox 360 và Xbox One vào tháng 5 năm 2014, và phiên bản Wii U được phát hành vào tháng 11 năm 2014.
Nội dung tải về bổ sung (DLC) của trò chơi có tên Watch Dogs: Bad Blood  được phát hành vào tháng 9 năm 2014. DLC này giới thiệu một nhân vật tên Raymond "T-Bone" Kenney, là một nhân vật chính từ cốt truyện của trò chơi gốc, trở thành nhân vật chính có thể điều khiển. DLC bổ sung mười nhiệm vụ cốt truyện, các hợp đồng mới "Street Sweep", cũng như các loại vũ khí, trang phục, nhiệm vụ phụ mới và một chiếc xe điều khiển từ xa (RC car).

### Watch Dogs 2(2016)
Được đặt trong phiên bản hư cấu của khu vực Vịnh San Francisco vào năm 2016, Watch Dogs 2 theo chân câu chuyện của hacker Marcus Holloway, người bị trừng phạt vì một tội ác mà anh không phạm phải thông qua hệ thống ctOS 2.0. Anh gia nhập nhóm hacker DedSec trong nỗ lực nâng cao nhận thức xã hội về những nguy hiểm do ctOS 2.0 gây ra và phơi bày sự tham nhũng của công ty tạo ra nó, Blume. Phần này mở rộng các tùy chọn chơi mạng từ trò chơi đầu tiên và giới thiệu các loại vũ khí cùng thiết bị mới. Khác với Watch Dogs, trò chơi mang tông màu tươi sáng và lạc quan hơn nhiều. Ubisoft Montreal là nhà phát triển chính của trò chơi, với sự hỗ trợ từ các studio của Ubisoft tại Toronto, Paris, Bucharest, Kyiv và Newcastle. Watch Dogs 2 được phát hành vào tháng 11 năm 2016 cho Windows, PlayStation 4 và Xbox One.
Năm gói nội dung tải về (DLC) đã được phát hành: "T-Bone Content Bundle", "Human Conditions", "No Compromise", "Root Access Bundle" và "Psychedelic Pack".  Theo thỏa thuận độc quyền với Sony Interactive Entertainment, tất cả các DLC đều là độc quyền có thời hạn trên PlayStation 4.
- Root Access Bundle (có sẵn vào tháng 12 năm 2016)[16] và Psychedelic Pack (có sẵn vào ngày phát hành) bao gồm nhiệm vụ "Zodiac Killer" cùng các trang phục, xe hơi, skin và vũ khí mới.[13][14]
- T-Bone Content Bundle được phát hành cho PlayStation 4 vào ngày 22 tháng 12 năm 2016,[17]bao gồm chế độ khó hợp tác mới, "Mayhem" (Hỗn loạn), cùng quần áo và xe tải của Raymond "T-Bone" Kenney.[13][14]
- Human Conditions được phát hành vào ngày 21 tháng 2 năm 2017 cho PlayStation 4 và ngày 23 tháng 3 cho Xbox One và PC,[18] bao gồm ba câu chuyện mới diễn ra trong ngành khoa học và y tế ở San Francisco. Gói này cũng bao gồm các nhiệm vụ hợp tác mới với lớp kẻ thù mới gọi là "the Jammer" (Kẻ gây nhiễu), một kẻ thù sử dụng công nghệ để làm nhiễu toàn bộ thiết bị hack của người chơi, khiến họ dễ bị tấn công trực diện.[13][14]
- No Compromise được phát hành vào ngày 18 tháng 4 năm 2017 cho PlayStation 4 và ngày 18 tháng 5 cho Xbox One và Microsoft Windows, bao gồm nhiệm vụ cốt truyện mới, trang phục và vũ khí.[19]

### Watch Dogs: Legion(2020)
Được đặt trong một phiên bản hư cấu của London tương lai phản địa đàng, Watch Dogs: Legion theo chân chi nhánh địa phương của DedSec khi họ cố gắng minh oan cho mình sau khi bị vu khống vì một loạt vụ đánh bom khủng bố. DedSec cũng tìm cách giải phóng người dân London khỏi sự kiểm soát của Albion, một công ty quân sự tư nhân áp bức đã biến thành phố thành một nhà nước giám sát sau các vụ đánh bom. Trò chơi giới thiệu hệ thống nhiều nhân vật có thể chơi được, cho phép người chơi tuyển mộ hầu hết mọi NPC mà họ gặp trong thế giới mở của trò chơi. Mỗi nhân vật có thể chơi đều sở hữu kỹ năng và tiểu sử độc đáo, và có thể bị mất vĩnh viễn nếu người chơi bật tùy chọn "permadeath" (chết vĩnh viễn) trước khi bắt đầu trò chơi mới. Có nhiều cách để hoàn thành nhiệm vụ, tùy thuộc vào việc chọn nhân vật nào. Ubisoft Toronto dẫn đầu quá trình phát triển trò chơi, với Clint Hocking đảm nhận vai trò giám đốc sáng tạo. Legion được phát hành cho Windows, PlayStation 4, Xbox One và Stadia vào ngày 29 tháng 10 năm 2020; các phiên bản dành cho PlayStation 5 và Xbox Series X/S cũng được ra mắt ngay khi các hệ máy này lên kệ.
Thành phần chơi mạng trực tuyến của trò chơi, vốn bị trì hoãn từ ngày phát hành dự kiến là 3 tháng 12 đến tháng 3 năm 2021, cho phép tối đa bốn người chơi cùng hoàn thành các nhiệm vụ hợp tác độc quyền, tham gia vào các chế độ chơi cạnh tranh khác nhau hoặc đơn giản là khám phá London cùng nhau. Sau khi phát hành, Legion nhận được sự hỗ trợ thông qua nhiều bản cập nhật miễn phí bổ sung các nhiệm vụ, chế độ chơi và nhân vật mới, bao gồm một số đặc vụ đặc biệt như Mina Sidhu, một cựu đối tượng thử nghiệm sở hữu khả năng điều khiển tâm trí; Aiden Pearce, nhân vật chính từ Watch Dogs đầu tiên; Wrench, nhân vật phụ quan trọng từ Watch Dogs 2; và Darcy Clarkson, một thành viên của Hội Sát Thủ, như một phần của sự kết hợp không chính thức với dòng game Assassin's Creed của Ubisoft. Một bản mở rộng câu chuyện trả phí có tên Watch Dogs: Legion - Bloodline , với sự góp mặt của Aiden và Wrench trong một cốt truyện mới diễn ra sau các sự kiện của trò chơi riêng lẻ của họ nhưng trước chiến dịch chính của Legion, được phát hành vào ngày 6 tháng 7 năm 2021.

## Các yếu tố chung

### Lối chơi
Dòng game Watch Dogs thuộc thể loại được biết đến như trò chơi thế giới mở. Dòng game này kết hợp các yếu tố hành động, phiêu lưu, ẩn nấp và lái phương tiện. Người chơi có thể tự do di chuyển trong thế giới ảo bằng cách đi bộ hoặc sử dụng các phương tiện, đồng thời có thể tận dụng nhiều loại vũ khí và chiến đấu cận chiến. Các hoạt động bất hợp pháp như tấn công nhân vật không điều khiển bởi người chơi (NPC) sẽ kích hoạt phản ứng chủ động và thường là gây chết người từ các nhân vật có thẩm quyền. Trong trường hợp tử vong, người chơi sẽ hồi sinh gần khu vực mà họ bị giết.
Trong mỗi trò chơi, người chơi đảm nhận vai trò của một hacker, người có thể đột nhập vào các thiết bị điện tử khác nhau được kết nối với hệ thống ctOS hư cấu thông qua điện thoại thông minh trong trò chơi. Mặc dù hầu hết các khả năng do ctOS cung cấp đều hữu ích để giải đố hoặc trong các phần ẩn nấp, người chơi có thể sử dụng chúng vào hầu hết mọi lúc trong quá trình chơi để tạo ra các tình huống khác nhau, chẳng hạn như hack vào đèn giao thông để tạo ra ùn tắc giao thông hoặc gọi cảnh sát đến các NPC không nghi ngờ gì. Trong mỗi trò chơi, người chơi có thể tăng cấp và mở khóa các khả năng hacker mới và các tiện ích. Trong Watch Dogs 2, nhiều loại vũ khí và tiện ích hacker hơn đã được giới thiệu, chẳng hạn như súng phóng điện và máy bay không người lái bốn cánh.

### Bối cảnh
Các trò chơi Watch Dogs diễn ra ở các phiên bản hư cấu của các thành phố thực tế đã triển khai hệ thống ctOS. Watch Dogs lấy bối cảnh ở khu vực Chicago, Watch Dogs 2 ở vùng Vịnh San Francisco, và Watch Dogs: Legion ở Đại Luân Đôn. Trong khi hai trò chơi đầu tiên diễn ra trong thời hiện đại, Legion được đặt trong "tương lai gần" (khoảng năm 2030), thể hiện những tiến bộ đáng kể về công nghệ.

## Đón nhận
| Trò chơi           | Metacritic                                                       |
| ------------------ | ---------------------------------------------------------------- |
| Watch Dogs         | (PC) 77/100 (PS4) 80/100 (XONE) 78/100 (WIIU) 62/100             |
| Watch Dogs 2       | (PC) 75/100 (PS4) 82/100 (XONE) 81/100                           |
| Watch Dogs: Legion | (PC) 72/100 (PS4) 70/100 (PS5) 66/100 (XONE) 76/100 (XSX) 74/100 |

Watch Dogs nhận được nhiều đánh giá tích cực mặc dù bị chỉ trích về một số vấn đề kỹ thuật, sự khác biệt về chất lượng đồ họa giữa quảng cáo và trò chơi thực tế, cốt truyện và nhân vật chính. Tính đến cuối năm 2014, trò chơi đã bán được hơn 10 triệu bản.
Watch Dogs 2 nhận được nhiều đánh giá tích cực khi phát hành, với các nhà phê bình nhìn chung coi đây là một cải tiến so với trò chơi đầu tiên. Mặc dù trò chơi gặp khó khăn về mặt thương mại khi ra mắt, nhưng tính đến năm 2020, hơn 10 triệu đơn vị đã được bán ra.
Watch Dogs: Legion nhận được những đánh giá trái chiều. Các nhà phê bình chia rẽ về khía cạnh nhiều nhân vật có thể chơi được, với một số người đánh giá cao sự đa dạng và việc bao gồm chế độ chết vĩnh viễn để tạo sự gắn bó cảm xúc từ người chơi, trong khi những người khác chỉ trích sự thiếu cá tính của nhân vật và sự mất cân bằng giữa các khả năng của họ. Những lời chỉ trích khác nhắm vào thế giới của trò chơi, cơ chế lái xe, độ khó không nhất quán, nhiệm vụ lặp đi lặp lại, tính năng trực tuyến và các vấn đề kỹ thuật.

## Phương tiện khác

### Truyện tranh
Một eBook tên //n/Dark Clouds của John Shirley như là phần tiếp nối của Watch Dogs đầu tiên, đã được phát hành cùng thời điểm với trò chơi. Một miniseries truyện tranh tên Watch Dogs: Return to Rocinha đã được Titan Comics xuất bản vào năm 2019; sau đó nó được hợp nhất thành một cuốn sách duy nhất. Một tiểu thuyết tiền truyện của Watch Dogs: Legion, có tựa đề Day Zero, và một cuốn sách đồng hành, có tên Resistance Report, đã được Aconyte Book và Insight Editions xuất bản trước khi trò chơi ra mắt. Một series truyện tranh spin-off đã được phát hành hàng tháng bắt đầu từ tháng 11 năm 2021 bởi Behemoth tại Hoa Kỳ và ở hai tập hợp tại Pháp bởi Glénat. Một tiểu thuyết tiền truyện cho phần mở rộng Watch Dogs: Legion - Bloodline, có tựa đề Stars and Stripes, theo chân Aiden Pearce và lấp đầy khoảng trống giữa các sự kiện của Watch Dogs và Legion, đã được Aconyte Books xuất bản vào tháng 4 năm 2022.

### Chuyển thể phim
Vào năm 2013, có tin đồn rằng một bộ phim chuyển thể từ trò chơi Watch Dogs đầu tiên đang được phát triển bởi Ubisoft Film & Television, Sony Pictures Entertainment, và New Regency. Vào năm 2014, Paul Wernick và Rhett Reese được giao nhiệm vụ viết kịch bản cho bộ phim. Vào năm 2016, Engadget đã xuất bản một bài báo cho biết bộ phim vẫn đang trong quá trình phát triển và Ubisoft có kế hoạch làm phim chuyển thể cho tất cả các thương hiệu của mình. Bộ phim vẫn nằm trong bế tắc hơn 7 năm, cho đến năm 2024, khi có thông báo rằng Sophie Wilde sẽ đóng vai chính trong bộ phim, với Mathieu Turi đạo diễn và Christie LeBlanc viết kịch bản gốc. Vào tháng 6, Tom Blyth gia nhập cùng Wilde. Vào tháng 7, Ubisoft thông báo rằng việc quay phim đã chính thức bắt đầu.

### Phim hoạt hình
Vào năm 2019, có thông tin cho rằng một loạt phim truyền hình hoạt hình lấy cảm hứng từ Watch Dogs với chủ đề "bí ẩn mạng" đang được phát triển. Khác với các trò chơi điện tử được xếp hạng M, loạt phim này sẽ nhắm đến đối tượng tweens và theo chân một nhân vật chính là một “siêu hacker” tuổi teen giải quyết các vụ án trong trường trung học của mình.

### Kịch truyền thanh
Một vở kịch truyền thanh tương tác với tên gọi Watch Dogs: Truth, đã được phát hành vào tháng 11 năm 2024. Nó diễn ra sau các sự kiện của Watch Dogs: Legion.